# Pactor
Il Pactor è un sistema digitale di ricetrasmissione e l'integrazione dei sistemi PACket e AmTOR. Sviluppato per opera dei due radioamatori tedeschi DL5MAA e DF4KV, tale sistema ha subito negli anni molte migliorie e ne sono state sviluppate varie versioni (la più recente è il Pactor 4) che tuttavia differiscono tra loro solo per alcuni dettagli e per un progressivo aumento della velocità, pur restando compatibili tra di loro.

## Caratteristiche
Le sue caratteristiche più importanti lo fanno preferire a tutti gli altri sistemi per l'uso in emergenza, tanto da essere stato adottato anche da strutture e corpi ufficiali dello Stato.
Fa uso del set di caratteri ASCII (lo stesso usato dai computer) e il controllo dati permette una velocità nelle gamme HF da due a quattro volte superiore sia a quella dell'AMTOR che a quella del Packet. Attraverso il suo modem dedicato è in grado di comandare anche la commutazione dell'apparato radio, permettendogli quindi di gestire qualunque segnale o messaggio digitale. Dispone di un programma specifico, detto Airmail, la cui interfaccia utente è praticamente identica a Outlook Express, e che si utilizza quasi allo stesso modo, rendendolo molto più facile ed intuitivo da utilizzare rispetto ad altri sistemi più ostici. Il Pactor consente inoltre di digitare messaggi "in diretta", anche se è possibile prepararli in anticipo come con le e-mail, nonché corredarli di un qualunque allegato digitale.
Attraverso appositi settaggi e aggiungendo un particolare address a quello del destinatario del messaggio è possibile, se chi riceve il messaggio via radio ha il computer connesso o connettibile con Internet, inoltrare in rete il messaggio stesso al destinatario remoto sia in maniera automatica che manuale. Il Pactor si rivela fondamentale nel traffico di emergenza dato che tramite una singola stazione, mobile o fissa, al di fuori dell'area dell'evento che possa comunicare con l'area dell'evento stesso, in diretta, via ponte, transponder o altro, riesce a comunicare con la sala radio sul campo che riuscirà a ricevere ed inoltrare qualunque messaggio in maniera del tutto analoga alla posta elettronica in assenza di uno qualsiasi altro sistema ordinario.